# Stenoma dispilella
Stenoma dispilella es una especie de polilla del género Stenoma, orden Lepidoptera.
Fue descrita científicamente por Walker en 1866.

## Distribución
Se distribuye por Colombia.